# Zarah
Zarah är en svensk opera om Zarah Leander och om hennes tid i Nazityskland. Musiken är komponerad av Anders Nilsson och librettot är skrivet av Claes Fellbom. Operan hade premiär den 23 september 2007 på Folkoperan i Stockholm i regi av Fellbom. Operan gavs i 52 föreställningar och sågs av 25.235 personer (82% beläggning i snitt). Föreställningen var den fjärde mest besökta nöjesbegivenheten i Stockholm under höstsäsongen 2007.